# Kvaternionová grupa

Graf cyklů kvaternionové grupy. Každá barva specifikuje sérii mocnin nějakého prvku. Například červená znázorňuje cyklus i ^{2} = −1, i ^{3} = −i a i ^{4} = 1.

Kvaternionová grupa {\displaystyle Q_{8}} je konečná nekomutativní grupa řádu 8, spolu s dihedrální grupou (symetrie čtverce) {\displaystyle D_{4}} jediná taková. Lze ji definovat pomocí jednotkových kvaternionů s operací kvaternionového násobení, jako množinu {\displaystyle Q_{8}=\{1,-1,i,-i,j,-j,k,-k\}}.
Grupa má reprezentaci
{\displaystyle Q_{8}=\langle -1,i,j,k\mid (-1)^{2}=1,\;i^{2}=j^{2}=k^{2}=ijk=-1\rangle ,\,\!}
kde {\displaystyle 1} je neutrální prvek grupy a {\displaystyle -1} komutuje se všemi dalšími prvky.
Násobení prvků podmnožiny {\displaystyle \{\pm i,\pm j,\pm k\}} se chová stejně jako vektorový součin vektorů ortonormální báze třírozměrného Eukleidovského prostoru:
{\displaystyle {\begin{alignedat}{2}ij&=k,&\qquad ji&=-k,\\jk&=i,&kj&=-i,\\ki&=j,&ik&=-j.\end{alignedat}}}

## Maticová reprezentace
Kvaternionovou grupu lze reprezentovat komplexními maticemi {\displaystyle 2\times 2} zobrazením
{\displaystyle 1\mapsto {\begin{pmatrix}1&0\\0&1\end{pmatrix}}}
{\displaystyle i\mapsto {\begin{pmatrix}i&0\\0&-i\end{pmatrix}}}
{\displaystyle j\mapsto {\begin{pmatrix}0&1\\-1&0\end{pmatrix}}}
{\displaystyle k\mapsto {\begin{pmatrix}0&i\\i&0\end{pmatrix}}}
a {\displaystyle -1,-i,-j,-k} jsou reprezentovány maticemi s opačnými znaménky všech koeficientů.
Součiny těchto matic splňují výše uvedené grupové rovnosti. Všechny tyto matice jsou unitární, jedná se tedy o unitární reprezentaci grupy {\displaystyle Q_{8}} na dvourozměrném komplexním prostoru.